# Metropolitano de Bacu
O Metro de Bacu (em azeri:  Bakı Metropoliteni) é o sistema de metropolitano que opera na cidade de Bacu, capital do Azerbaijão. Foi inaugurado em 1967; foi construído ainda durante a URSS e foi a primeira rede de metro da República Socialista Soviética do Azerbaijão, e à semelhança de outros metropolitanos soviéticos, as suas estações são muito ornamentadas.

## História
Nos anos 30, o alto desenvolvimento industrial e o aumento da população da cidades fizeram dela uma das maiores e mais importantes do Cáucaso. Seguindo o exemplo de Moscovo e Leningrado (actualmente São Petersburgo), foi decidido em 1932 que o meio de transporte mais conveniente às necessidades da cidade em pleno desenvolvimento era o metropolitano, que aumentaria a mobilidade das pessoas e diminuiria o tráfego das ruas de Bacu.

À semelhança de outras cidades da URSS, os planos ficaram em suspenso devido à Segunda Guerra Mundial, para a qual foi canalizado todo o capital disponível. Após a guerra foi retomada a ideia de construir um metro em Bacu, e em 1947 o projecto foi aprovado. A primeira linha tinha um comprimento aproximado de 10 km, e abriu a 6 de novembro de 1967. Um ano mais tarde, em 1968, foi construído um novo troço de linha com 2,2 km entre as estações de 28 de Maio e Xá Ismail Xatai. Um novo troço entre as estações de Nəriman Nərimanov e Neftçilər foi construído para servir os subúrbios da cidade. A rede prolongou-se para nordeste a partir da estação de Nizami Gəncəvi em 1976. A construção de estações avançou a ritmo apressado e até 1986 a rede tinha já a configuração actual.
Depois da queda da URSS não houve nenhuma alteração no metro de Bacu; as limitações económicas não permitiram que as obras prosseguissem. Espera-se um investimento da União Europeia de vários milhões de euros para ajuda no desenvolvimento da rede. Nos últimos anos foram de adversidades para o metro e para o seu funcionamento, nomeadamente o facto de terem ocorrido dois atentados terroristas, um em 1994 e outro em 1995 (oficialmente foi um atentado, mas até hoje ainda não foi confirmado).
Em 2015, o sistema levou a um total de 608 200 pessoas por dia em 228 vagões de metrô.

## Rede do Metro de Bacu

### Linhas
| Linha   | Cor      | Trajecto                    | Inauguração | Comprimento | Estações |
| ------- | -------- | --------------------------- | ----------- | ----------- | -------- |
| Linha 1 | Vermelho | İçərişəhər ↔ Həzi Aslanov   | 1967        | 20,1 km     | 13       |
| Linha 2 | Verde    | Şah İsmail Xətai ↔ Dərnəgül | 1976        | 14,5 km     | 10       |
| Linha 3 | Roxo     | Xocəsən ↔ 8 Noyabr          | 2016        | 5,7 km      | 4        |

### Cronologia
| Trecho                       | Abertura                | Comprimento |
| ---------------------------- | ----------------------- | ----------- |
| İçərişəhər-Nəriman Nərimanov | 6 de novembro de 1967   | 6,5 km      |
| 28 May-Şah İsmail Xətai      | 22 de fevereiro de 1968 | 2,3 km      |
| Nəriman Nərimanov-Ulduz      | 5 de maio de 1970       | 2,1 km      |
| Ulduz-Neftçilər              | 7 de novembro de 1972   | 5,3 km      |
| 28 de Maio-Nizami Gəncəvi    | 31 de dezembro de 1976  | 2,2 km      |
| Nəriman Nərimanov-Bakmil     | 28 de março de 1979     | 0,5 km      |
| Nizami Gəncəvi-Memar Əcəmi   | 31 de dezembro de 1985  | 6,5 km      |
| Neftçilər-Əhmədli            | 28 de abril de 1989     | 3,3 km      |
| Cəfər Cabbarlı               | 27 de dezembro de 1993  | 0,15 km     |
| Əhmədli-Həzi Aslanov         | 10 de dezembro de 2002  | 1,4 km      |
| Memar Əcəmi-Nəsimi           | 9 de outubro de 2008    | 2,1 km      |
| Nəsimi-Azadlıq Prospekti     | 30 de dezembro de 2009  | 1,3 km      |
| Azadlıq Prospekti-Dərnəgül   | 29 de junho de 2011     | 1,5 km      |
| Memar Əcəmi-2-Avtovağzal     | 19 de abril de 2016     | 2,1 km      |
| Memar Əcəmi-2-8 Noyabr       | 29 de maio de 2021      | 1,4 km      |
| Avtovağzal-Xocəsən           | 23 de dezembro de 2022  | 2,2 km      |
| Total:                       | 27 estações             | 40,3 km     |